# Every Turn of the World
| Recensione | Giudizio |
| ---------- | -------- |
| AllMusic   |          |

Every Turn of the World è il terzo album in studio di Christopher Cross, pubblicato il 12 novembre 1985, due anni dopo Another Page.
L'album si contraddistinse per un rock più duro e spesso privo delle ballate pop che dominavano il suono degli album precedenti. Il lavoro raggiunse la posizione numero 127 della Billboard 200 mentre l'unico singolo dall'album entrato in classifica, Charm the Snake, raggiunse soltanto la posizione numero 68 della Billboard Hot 100 ed entrò nelle posizioni basse nelle classifiche di altre quattro nazioni. Gli altri due singoli dell'album, la title track e Love Is Love (In Any Language), non riuscirono ad entrare nelle classifiche.

## Tracce
Lato A
Testi e musiche di Christopher Cross, Michael Omartian (per Every Turn of the World, Charm the Snake e I Hear You Call), John Bettis (per Every Turn of the World, I Hear You Call e Don't Say Goodbye) Bill Alessi (per Don't Say Goodbye) e Will Jennings (per It's You That Really Matters)..
1. Every Turn of the World – 4:02
2. Charm the Snake – 4:24
3. I Hear You Call – 3:41
4. Don't Say Goodbye – 3:32
5. It's You That Really Matters – 3:59

Durata totale: 19:38
Lato B
Testi e musiche di Christopher Cross, Michael Omartian (per Love Is Love e Swing Street), John Bettis (per Love Is Love e That Girl), Will Jennings (per Swing Street e Open Your Heart).
1. Love Is Love (In Any Language) – 4:27
2. Swing Street – 4:14
3. Love Found a Home – 3:29
4. That Girl – 3:28
5. Open Your Heart – 5:39

Durata totale: 21:17

## Formazione
- Christopher Cross – voce, chitarra, sintetizzatori
- Joe Chemay – basso
- John Robinson – batteria
- Paulinho Da Costa – congas (1)
- Michael Omartian – tastiere, sintetizzatori, arrangiamenti corno
- Marcus Ryle – programmazione sintetizzatori
- Gary Herbig – sassofono, sax solista (7, 10)
- Kim Hutchcroft – sassofono
- Chuck Findley – tromba
- Jerry Hey – tromba
- Gary Grant – tromba
- Lynn Davis, Alexandra Brown, Khalig Glover, Portia Griffin, Richard Marx, e Vesta Williams – voci di supporto

Produzione
- Produttore – Michael Omartian
- Coordinamento alla produzione – James Wofford
- Tecnico del suono e del mixage – John Guess
- Assistente tecnico del suono – Mark Linett
- Secondi tecnici del suono – Tom Fouce, Laura Livingston e James Wofford
- Tecnico masterizzazione – Steve Hall
- Direzione artistica e grafica – Jen McManus e Laura LiPuma
- Grafica del logo – Margo Chase
- Fotografo – Steve Sakai
- Revisore linguistico – John Accomando

## Classifiche
| Classifica (1985) | Posizione massima |
| ----------------- | ----------------- |
| Germania          | 44                |
| Giappone          | 27                |
| Paesi Bassi       | 34                |
| Stati Uniti       | 127               |
| Svezia            | 37                |